# Serra e Junceira
Serra e Junceira (oficialmente: União das Freguesias de Serra e Junceira) é uma freguesia portuguesa do município de Tomar, com 46,57 km² de área e 1971 habitantes (censo de 2021). A sua densidade populacional é 42,3 hab./km².

## História
Foi criada aquando da reorganização administrativa de 2012/2013,  resultando da agregação das antigas freguesias de Serra e Junceira.

## Demografia
A população registada nos censos foi:
| Distribuição da População por Grupos Etários | Distribuição da População por Grupos Etários | Distribuição da População por Grupos Etários | Distribuição da População por Grupos Etários | Distribuição da População por Grupos Etários | Distribuição da População por Grupos Etários |
| -------------------------------------------- | -------------------------------------------- | -------------------------------------------- | -------------------------------------------- | -------------------------------------------- | -------------------------------------------- |
| Antes da agregação                           |                                              |                                              |                                              |                                              |                                              |
| Ano                                          | 0-14 anos                                    | 15-24 anos                                   | 25-64 anos                                   | >= 65 anos                                   | Total                                        |
| 2001                                         | 298                                          | 237                                          | 898                                          | 699                                          | 2132                                         |
| 2011                                         | 247                                          | 202                                          | 964                                          | 667                                          | 2080                                         |
| Após a agregação                             |                                              |                                              |                                              |                                              |                                              |
| Ano                                          | 0-14 anos                                    | 15-24 anos                                   | 25-64 anos                                   | >= 65 anos                                   | Total                                        |
| 2021                                         | 190                                          | 165                                          | 919                                          | 697                                          | 1971                                         |